# Eriosoma auratum
Eriosoma auratum är en insektsart. Eriosoma auratum ingår i släktet Eriosoma och familjen långrörsbladlöss. Inga underarter finns listade i Catalogue of Life.